# Анна Карафа дела Стадера
Дона Анна Карàфа дела Стадèра (на италиански: Anna Carafa della Stadera; * юли 1610, Палат „Капуано“, Портичи, Неаполитанско кралство, † 24 октомври 1644 пак там) е италианска благородничка, универсална наследница на много титли и владения. В допълнение към различните феодални владения и второстепенни титли тя е принцеса на Стиляно, графиня на Фонди, херцогиня на Траето и херцогиня на Мондрагоне, и чрез брак вицекралица на Неапол. Наследява и Херцогство Сабионета, но без херцогската титла, тъй като тя преминава с императорска концесия към друг клон на рода Гонзага. 
Тя е и баронеса на Калонтоне, Пиадена и Спинеда, и господарка на Алианело (днес подселище на Алиано), Сант'Арканджело, Роканова, Ачетура, Горгольоне, Гуардия, Лавиано, Кастелгранде, Рапоне, Риардо, Теано, Каринола, Мадама Порпора, Рокамонфина, Минервино, Торе ди Маре, Рока Империале, Волтурара, Молитерно, Арменто, Монтемуро, Пречина, Сан Никандро, Пиетравайрано, Галучо, Казафреда (днес подселище на Теано), Кайвано, Каполунго, Итри, Фрата, Кастелфорте, Спиньо, Сперлонга, Пастена, Сауви, Казалнуово, Кастелорато, Монтичело, Изола, Кампомеле, Караманико и Торчело. 

## Произход
Родена е в едно от най-старите, най-важни и влиятелни благороднически семейства на Кралство Неапол, това на Карафа, и принадлежи към един от двата основни кадетски клона, този на Карафа дела Стадера. Тя е последното от трите деца на Антонио Карафа дела Стадера, херцог на Мондрагоне (* 1586, † 1610), и на съпругата му Елена Алдобрандини (* 1590, † 1663). Чрез баща си Анна може да се похвали с много знаменито потекло. Има сред своите предци трима папи (Юлий II, Павел III и Павел IV), един крал (Фердинанд I от Неапол), семейство Гонзага, семейство Колона, семейство Орсини и кралския дом Трастамара от Арагонската корона. Чрез майка си е роднина на още един папа, тъй като Елена е дъщеря на племенница на папа Климент VIII. По бащина линия Анна е внучка на Луиджи Карафа дела Стадера, 4-ти принц на Стиляно и 4-ти принц на Мондрагоне, и на Изабела Гонзага, херцогиня на Сабионета, а по майчина – на Джовани Франческо Алдобрандини, 1-ви княз на Мелдола и Сарсина, и на Олимпия Алдобрандини. Има трима братя:
- Брат (*/† 1604 бебе);
- Онофрио (* 1605, † 1607);
- Джузепе (* 1609, † 1624)

## Биография

### Универсална наследница
Тримата по-големи братя на Анна умират като малки, а баща й умира през 1610 г. Баба й и дядо й са все още живи при смъртта им. Поради тази причина тя се оказва единственият жив член на прочутата династия Карафа от клона на принцовете на Стиляно и херцозите на Мондрагоне. Така тя е определена за универсална наследница на огромните богатства на своите баба и дядо. Дядо й Луиджи Карафа дела Стадера умира на 22 януари 1630 г., а на 10 февруари 1637 г. умира и съпругата му Изабела Гонзага. По този начин Анна се оказва притежателка на големи богатства, много титли и много владения, сред които най-известните са Херцогство Сабионета, Княжество Стиляно, Херцогство Мондрагоне и Графство Фонди. Наследството е оценено на 1 500 000 скуди, както и 650 000 дуката в движимо имущество, което я прави една от най-богатите наследници в цялото Кралство Неапол от този период. Със Сабионета тя получава и Херцогство Траето и Графство Фонди като потомка на Веспасиано I Гонзага.
Феодалното владение на Херцогство Сабионета се държи от нея до живот, но не и херцогската титла, която преминава с императорска заповед у Шипионе Гонзага, първият принц на Сабионета. Тя управлява териториите с твърдост и лекота, използвайки много феодални прерогативи в своя полза, докато съпругът й потиска неаполитанските поданици с данъци и налози.
През 1630 г. Анна има връзка с графа на Сориано Франческо Мария Доменико Карафа, а по-късно има – с поета Джузепе Стораче д'Афлито, на когото изневерява.

### Брак и живот в зряла възраст: вицекралица на Неапол
26-годишната Анна се омъжва през юни 1636 г. за испанския благородник дон Рамиро Фелипе Нунес де Гусман, 2-ри херцог на Медина де лас Торес и 2-ри маркиз на Торал де лос Гусманес, който малко след това, на 13 ноември 1637 г., е назначен за знаменитата позиция на вицекрал на Неапол (назначаването е условие на сватбения договор).
Решението на Анна да се омъжи за него не се радва на одобрението на баба й Изабела, която се надява на италиански младоженец, имащ присърце интересите на онези независими италиански държави, които ще наследи от нея. Само обещанието при назначаването за вицекрал я смекчава. Изабела умира в годината на сватбата и е наследена във феодалните си владения от Анна и новия й съпруг, които работят, за да гарантират, че Херцогство Сабионета ще остане под испански контрол.
Анна е и главното лице на успешен опит за мелиорация (рекултивация) на равнината на Фонди. Освен това нейната фигура е тясно свързана с мистериозния и известен Палат „Медина“ на ул. „Позилипо“ в Неапол, по-късно преименуван на Палат „Дон'Анна“ в нейна чест: сградата е издигната по волята й и народни вярвания витаят над нея, впоследствие разказани от италианската писателка Матилде Серао (в Leggende napoletane, Roma, Edoardo Perino, 1895 г.).
Съпругът й е вицекрал до 6 март 1644 г.
Роклята, която се вижда частично на официалния портрет на Анна, е обект на задълбочен исторически и културен анализ.

### Смърт
Анна умира на 36-годишна възраст на 24 октомври 1644 г. в сега известния Палат „Капуано“ в Портичи, където е родена, поради сериозна инфекция в резултат на преждевременно раждане. Майка й я погребва в църквата „Санта Мария дела Консолационе“ в Ерколано, която по това време принадлежи на босите августински монаси. След това тялото й е прехвърлено в базиликата „Сан Доменико Маджоре“ в Неапол.

## Брак и потомство
∞ юни 1636 като негова втора съпруга за испанския благородник дон Рамиро Фелипе Нунес де Гусман (* 29 март 1600, Леон; † 8 декември 1668, Мадрид), 2-ри херцог на Медина де лас Торес и 2-ри маркиз на Торал де лос Гусманес, от когото има пет сина и една дъщеря:
- Доменико де Гусман и Карафа (* 23 март 1637, † 1638);
- Никола Мария де Гусман и Карафа (* 22 март 1638 † 7 януари 1689), маркиз, трети херцог на Торал, втори херцог на Медина де лас Торес, херцог на Мондрагоне и бъдещ херцог на Сабионета; ∞ 21 октовмри 1657 за Мария де Толедо и Веласко (* 1651, † 1710), дъщеря на Антонио де Толедо Бомон, 7-и херцог на Алба де Тормес и 88-и граф на Лерин, от която няма деца;
- Доменико де Гусман и Карафа (* ок. 1639 † април 1674 Болоня, убит); на 22 май 1664 г. убива Гаспар де Мендоса и Москосо, 5-ти маркиз на Алмазан в дуел, като по този начин трябва да бяга в Италия;
- Аниело де Гусман и Карафа (* ок. 1640 † 16 април 1677), чрез брак маркиз на Кастел Родриго, временен вицекрал на Сицилия (1676-1677); ∞ 13 февруари 1664 (чрез представител) за Елеонора де Мура Кортереал и де Арагон Монкада (* 1642?, † 1706), херцогиня на Ночера, маркиза на Кастел Родриго, графиня на Лумиарес, от която има 1 син;
- Антонио де Гусман и Карафа (* ок. 1641, † след 1644);
- Мария Джузепа де Гусман и Карафа (* 1642, † 1643);
- Мъртвородено дете (* 24 октомври 1644)

През 1659 г. вдовецът й се омъжва за трети път за доня Каталина Велес Ладрон де Гевара, 9-а графиня на Оняте, която му ражда една дъщеря. 